# Грамуњана (Пиза)
Грамуњана је насеље у Италији у округу Пиза, региону Тоскана.
Према процени из 2011. у насељу је живело 57 становника. Насеље се налази на надморској висини од 137 м.